# I liga seria A polska w piłce siatkowej kobiet (2001/2002)
I liga seria A polska w piłce siatkowej kobiet 2001/2002 – 66. edycja rozgrywek o mistrzostwo polski w piłce siatkowej kobiet.

## Drużyny uczestniczące
| | I liga seria A 2001/2002                |   |      |
| --- | --------------------------------------- | - | ---- |
| PIŁ | PTPS Nafta Gaz Piła                     | 1 | LM   |
| BYD | Bank Pocztowy Gazeta Pomorska Bydgoszcz | 2 | PTT  |
| KAL | Calisia                                 | 3 |      |
| BIE | BKS Stal Bielsko-Biała                  | 4 |      |
| WAR | Skra Warszawa                           | 5 | PCEV |
| GDA | Gedania Gdańsk                          | 6 |      |
| MIE | Melnox Autopart Stal Mielec             | 7 |      |
| WRO | Gwardia Wrocław                         | 8 |      |
| WĘG | Okfens Erg Nike Węgrów                  | 9 |      |
| | Awans z I ligi seria B                  |   |      |
| CZE | Wulkan AZS Częstochowa                  |   |      |
| Oznaczenia: - kolumna pierwsza – skróty nazw drużyn wpisane na mapie (jeśli ta została zamieszczona), - kolumna trzecia – miejsce zajęte przez daną drużynę w poprzednim sezonie. |                                         |   |      |

## Klasyfikacja końcowa
| Miejsce | Drużyna                                 |
| ------- | --------------------------------------- |
| 1.      | PTPS Nafta Gaz Piła                     |
| 2.      | Skra Warszawa                           |
| 3.      | Bank Pocztowy Gazeta Pomorska Bydgoszcz |
| 4.      | BKS Stal Bielsko-Biała                  |
| 5.      | Melnox Autopart Stal Mielec             |
| 6.      | Gedania Gdańsk                          |
| 7.      | Okfens Erg Nike Węgrów                  |
| 8.      | Gwardia Wrocław                         |
| 9.      | Calisia                                 |
| 10.     | Wulkan AZS Częstochowa                  |

     baraż z 2. zespołem serii B
     spadek do serii B